# Реликва
Реликва  (от латинския глагол „relinquere“ – „да остане“) е свещена и почитана вещ, свързана с исторически или религиозни събития от миналото.
Реликвите са исторически, религиозни, семейни (наследствени) и технически.
- Историческите реликви са вид документи и предмети, свидетелстващи за минали събития. Ярки исторически реликви са бойните знамена, древни манускрпти, регалии на властта, държавни печати. Сред най-известните са Мономахова шапка, Корона Пахлави, Желязната корона, и др.
- Религиозните реликви (мощи) са автентични или фалшиви, както и образно поетични, основани на народната митология. С религиозните реликви, като по правило, са свързани самостоятелни и своеобразни религиозни култове, които съществуват вътре в религиите. Сред реликвите на различните религии са копието на съдбата, стената на плача, черният камък в Кааба, зъбът на Буда. Християнски реликви се съхраняват в специални кутии или съдове, наречени „реликварии“.
- Семейните реликви са документи или предмети, принадлежащи на семейство или фамилия, и наследени от поколение на поколение.
- Техническите реликви са екземпляри на машини или други технически средства, изработени и свързани с технологията в миналото, които не се използват от дълго време, но са запазени в здраво и възстановимо състояние.